# Bogliasco

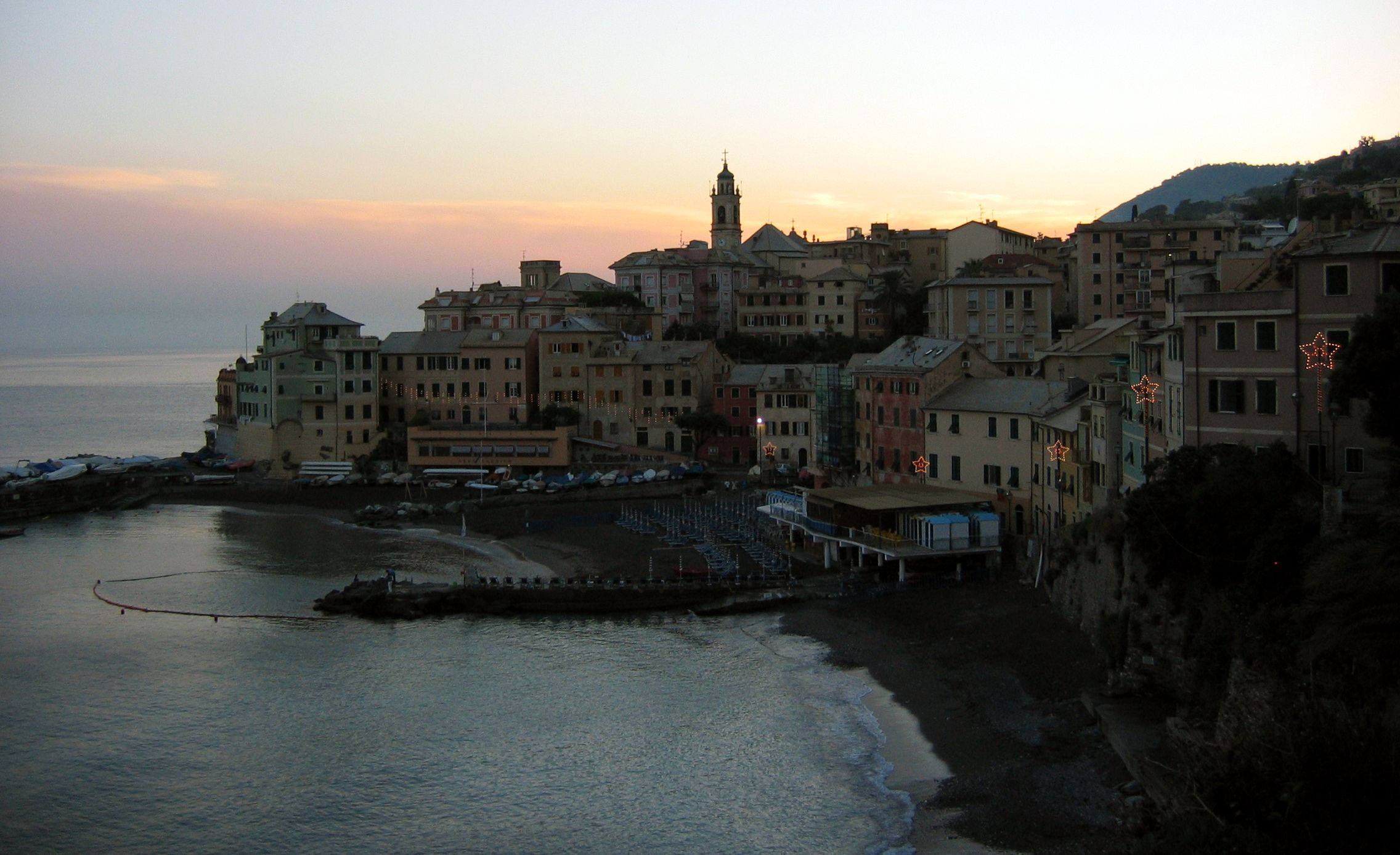
Bogliasco

Bogliasco é uma comuna italiana da região da Ligúria, província de Génova, com cerca de 4.583 habitantes. Estende-se por uma área de 4 km², tendo uma densidade populacional de 1146 hab/km². Faz fronteira com Genova, Pieve Ligure, Sori.
A comuna de Bogliasco contém os frazioni (espécie de subdivisões, principalmente vilas e aldeias) de Poggio, Santo Bernardo, e Sessarego.
Bogliasco  faz divisa com as seguintes comunas: Génova, Pieve Ligure, e Sori

## História
Como os recentes achados arqueológicos revelaram, a área de Bogliasco é habitada desde os tempos do Paleolítico e Mesolítico, os romanos construíram uma ponte aqui (por volta do século XIII a.C). Após a queda do Império Romano do Ocidente e da dominação bizantina e lombarda, a Ligúria foi conquistada por Carlos Magno, o burgo de Bogliasco caiu sob a República de Gênova, após o ano de 1182, sofrendo numerosas incursões dos piratas sarracenos. A cidade foi destruída por galeras de Veneza em 1432.
Após a dominação francesa, Bogliasco, juntamente com toda a Ligúria, foi anexada ao Reino da Sardenha, e depois para o recém-unificado Reino de Itália em 1861.

## Demografia
| Variação demográfica do município entre 1861 e 2011                               |
|                                                                                   |
| Fonte: Istituto Nazionale di Statistica (ISTAT) - Elaboração gráfica da Wikipedia |